# Cyrtochilum misasianum
Cyrtochilum misasianum är en orkidéart som beskrevs av Pedro Ortiz Valdivieso. Cyrtochilum misasianum ingår i släktet Cyrtochilum, och familjen orkidéer.
Artens utbredningsområde är Colombia. Inga underarter finns listade i Catalogue of Life.